# El primer deure
"El primer deure" (títol original en anglès "The First Duty")  és el dinovè episodi de la cinquena temporada, de la sèrie de televisió de ciència-ficció estatunidenca Star Trek: La nova generació i el 119è de tota la sèrie. Es va emetre originalment el 30 de març  de 1992 en redifusió als Estats Units. Va ser escrit per Ronald D. Moore i Naren Shankar, i dirigit per Paul Lynch. Va presentar el retorn de l'antic membre habitual del repartiment Wil Wheaton com a Wesley Crusher, així com la primera de les tres aparicions de Ray Walston com a Boothby.
Ambientada al segle XXIV, la sèrie segueix les aventures de la tripulació de la nau de la Flota Estel·lar de la Federació Enterprise-D sota el comandament del capità Jean-Luc Picard. En aquest episodi, mentre visiten el cadet de la Flota Estel·lar Wesley Crusher a l'Acadèmia de la Flota Estel·lar, la tripulació s'assabenta d'un accident que va acabar amb la vida d'un cadet.

## Argument
"El primer deure de tot oficial de la Flota Estel·lar és la veritat." 
L' Enterprise torna a la Terra, on el Capità Picard ha de pronunciar el discurs de graduació a la cerimònia de graduació de l'Acadèmia de la Flota Estel·lar. Tanmateix, el superintendent de l'Acadèmia informa a Picard d'un accident durant l'entrenament de vol que ha ferit Wesley Crusher i ha causat la mort de Joshua Albert, un membre de l'equip de vol de l'Esquadró Nova en què Wesley serveix.
Durant una investigació de l'Acadèmia, el líder de l'equip Nick Locarno testifica que la col·lisió va ocórrer mentre executaven una maniobra de "bucle de Yeager" en òrbita sobre la lluna Tità de Saturn. També afirma que Joshua estava nerviós per volar, però Nick l'havia mantingut a l'equip per desig de no acabar la seva carrera de volador. Nick afirma que l'accident va ser culpa de Joshua, però admet que permetre-li volar va ser un error per part seva. Les imatges de satèl·lit mostren que les naus de l'equip estaven en una formació diferent de la descrita; aquests registres, combinats amb la sobtada reticència dels cadets a explicar les seves accions, impulsen a Picard a ordenar a la seva tripulació que obri una investigació pròpia.
Picard i la seva tripulació descobreixen proves que suggereixen que l'Esquadró Nova havia estat realitzant una maniobra anomenada "Kolvoord Starburst", intentada per última vegada a l'Acadèmia més d'un segle abans; va ser prohibida després d'un accident d'entrenament que va matar els cinc cadets implicats. Pressionat per Picard perquè admeti la veritat, Wesley decideix no respondre. Recordant a Wesley que el primer deure de qualsevol oficial de la Flota Estel·lar és la veritat —científica, històrica i personal—, Picard amenaça de revelar els fets a la comissió d'investigació tret que Wesley ho faci ell mateix a l'audiència de l'endemà. Nick intenta coaccionar Wesley perquè corrobori els relats dels altres supervivents de l'accident, afirmant que Picard no té proves sòlides; Wesley es debat entre la lleialtat als seus amics i el deure a la Flota Estel·lar.
L'endemà, l'almirall a càrrec de la investigació es prepara per desestimar-la, ja que no hi ha proves concloents de cap delicte més enllà de les infraccions menors que els cadets han admès haver comès. Abans que pugui fer-ho, però, Wesley confessa que l'Esquadró Nova havia intentat executar el Kolvoord Starburst. Posteriorment, en Nick assumeix tota la responsabilitat, afirmant que va pressionar la resta de l'equip perquè ho fessin i que va mentir per encobrir els fets. És expulsat de l'Acadèmia de la Flota Estel·lar, mentre que en Wesley i els altres dos supervivents perden els seus privilegis de vol i un any de crèdits acadèmics. En Wesley està decebut amb si mateix, i en Picard li diu que el futur immediat serà difícil, ja que tothom al campus sabrà què va passar. Mentre els dos se separen, Picard recorda un comentari de Boothby, l'antic jardiner de l'Acadèmia, que una vegada li havia donat un consell molt necessari: "Sabies què havies de fer. Només em vaig assegurar que t'escoltessis a tu mateix".

## Repartiment i doblatge al català
La sèrie va ser doblada al català pels estudis Tramontana (primera part) i Soundtrack (segona part) i emesa a TV3 l’any 1991. Els dobladors de l'episodi foren:
| Personatge       | Actor/actriu          | Veu en català         |
| ---------------- | --------------------- | --------------------- |
| Jean-Luc Picard  | Patrick Stewart       | Joan Crosas           |
| William Riker    | Jonathan Frakes       | Antoni Forteza        |
| Data             | Brent Spinner         | Joaquim Sota          |
| Geordi La Forge  | LeVar Burton          | Aleix Estadella       |
| Worf             | Michael Dorn          | Enric Arquimbau       |
| Beverly Crusher  | Gates McFadden        | Aurora Garcia         |
| Deanna Troi      | Marina Sirtis         | Victòria Pagès        |
| Wesley Crusher   | Will Wheaton          | Albert Trifol Segarra |
| Nicholas Locarno | Robert Duncan McNeill | Francesc Figuerola    |
| Boothby          | Ray Walston           | Jordi Vilaseca        |
| Capità Satelk    | Richard Fancy         | Albert Socias         |
| Comandant Albert | Ed Lauter             | Jordi Vilaseca        |
| Sito Jaxa        | Shannon Fill          | Maria Josep Guasch    |
| Almirall Brand   | Jacqueline Brookes    | Marta Martorell       |
| Cadet Jean Hajar | Walker Brandt         | Gemma Ibàñez          |

## Producció
El guió va ser codesenvolupat per Ronald D. Moore i Naren Shankar. Tots dos estaven molt interessats en la història militar i Moore també va formar part del Cos d'Entrenament d'Oficials de la Reserva durant els seus anys universitaris. Volien explicar una història que se centrés en la vida de Wesley a l'Acadèmia i en la qual ha d'escollir entre els seus amics i el seu deure.
El productor Rick Berman es va mostrar inicialment escèptic, ja que un episodi ambientat completament a la Terra anava en contra de la seva visió de Star Trek. Però finalment la història el va convèncer.
Originalment, Moore tenia en ment un final diferent: en aquesta versió, tot l'Esquadró Nova hauria estat amenaçat amb l'expulsió de l'acadèmia si guardaven silenci sobre les veritables circumstàncies de l'accident. En aquest cas, el discurs de Picard a Wesley hauria estat equivalent a una invitació a posar la seva pròpia carrera per sobre de la del seu amic Nick Locarno. Si Wesley hagués trencat el seu silenci, no hauria semblat moralment superior en aquesta versió, sinó al contrari covard, ja que va trair un amic per tal de continuar la seva carrera. Per tant, hauria d'haver callat i hauria estat Locarno qui finalment hauria tret la veritat a la llum i hauria assumit tota la culpa. Tanmateix, el productor creador Michael Piller va instar Moore a escriure un final en què Wesley optés per valorar la veritat per sobre de l'amistat.

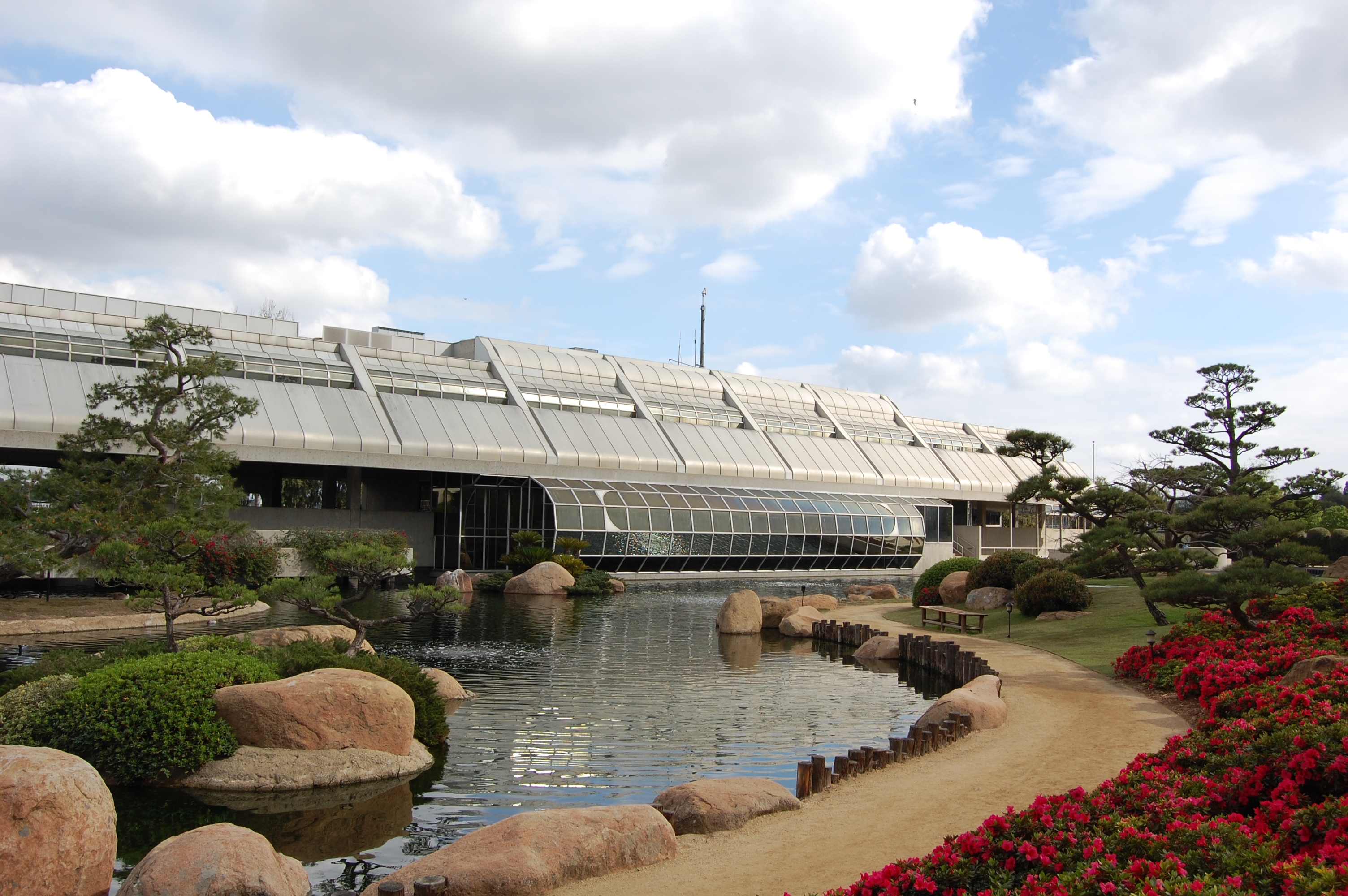
Camí del jardí, estany i edifici administratiu de la Tillman Water Reclamation Plant que s'ha utilitzat per a diversos planetes durant Star Trek: La nova generació

En aquest episodi, es veu per primera vegada l'Acadèmia de la Flota Estel·lar. El jardí japonès de la Planta de Recuperació d'Aigua de Tillman a Van Nuys, al nord de Los Angeles, va servir com a ubicació per a les preses exteriors. La planta de recuperació d'aigua de Tillman s'havia utilitzat anteriorment com a lloc de rodatge a l'episodi "Justícia", on representava el planeta Rubicun III. Més tard va servir diverses vegades com a teló de fons per a la seu de la Flota Estel·lar i l'Acadèmia de la Flota Estel·lar.
Les portes de les estances dels cadets de l'Acadèmia tenen poms, cosa molt inusual en una producció de Star Trek. Normalment, només es veuen portes que s'obren automàticament a les instal·lacions de la Flota Estel·lar i també a la majoria de races alienígenes més avançades.

## Recepció i impacte
Keith DeCandido de Tor.com va donar a l'episodi una puntuació de 6 sobre 10 el 2012 com un episodi de "Star Trek: La nova generació" lleugerament per sobre de la mitjana. Li va agradar el fet que un (antic) personatge principal de la sèrie fos retratat com a fal·lible per una vegada. Considerava que Wesley Crusher era una elecció particularment bona per a això, ja que al principi de la sèrie, malgrat la seva curta edat, va ser capaç de salvar l' "Enterprise" diverses vegades i s'havia convertit en un hàbit per a ell fer miracles. Per tant, DeCandido va considerar que l'episodi era la millor actuació de Wil Wheaton, interpretat per Wesley, en tota la sèrie. També va elogiar la direcció de Paul Lynch, que va aconseguir transmetre brillantment les emocions dels personatges a través de les expressions facials dels actors. Tanmateix, va trobar el concepte de l'Esquadró Nova força feble. El seu estatus llegendari a l'acadèmia només es reivindica, però no hi ha escenes en què es mostri realment el talent dels seus membres. Els actors escollits semblen més adolescents irreflexius que cadets molt respectats, i Robert Duncan McNeill en particular va semblar més un advocat sòrdid que un gran líder militar.
Va quedar novè a la llista dels 10 millors episodis de "Star Trek: La nova generació" d'Entertainment Weekly el setembre del 2007.
Sito Jaxa, un dels altres cadets implicats en l'accident, va fer més tard una aparició destacada a l'episodi de la temporada 7 de Star Trek: La nova generació "Cobertes inferiors". Ara amb el rang d’alferes, va descobrir que Picard l'havia sol·licitat específicament per a la seva tripulació per donar-li una oportunitat justa de redimir-se. Va ser classificada com el 86è personatge més important de la Flota Estel·lar dins de l'univers de ciència-ficció Star Trek per la revista Wired el 2016.
Nicholas Locarno, interpretat per Robert Duncan McNeill, va servir de plantilla per al personatge de Tom Paris a Star Trek: Voyager. Quan van escollir Paris, els productors buscaven un actor diferent de McNeill. Després de moltes audicions, es va suggerir simplement contractar McNeill per interpretar el paper, ja que ja estaven utilitzant el seu personatge com a model per a Tom Paris.
The A.V. Club va assenyalar que l'episodi va ser el primer a presentar l’Acadèmia de la Flota Estel·lar, així com el primer a presentar Boothby. La ressenya també va destacar una frase de la conferència de Picard a Wesley: "El primer deure de tot oficial de la Flota Estel·lar és la veritat".
Geek.com va qualificar la conferència de Picard com el quart millor moment de Star Trek en general. Space.com va classificar el discurs de la veritat de Picard com un dels deu millors moments del personatge.
Nicholas Locarno tornaria més tard com a antagonista principal a la temporada 4 de Star Trek: Lower Decks, ara un pilot civil independent i el líder de la Flota Nova que encara estava amargat pels esdeveniments de "El primer deure" fins i tot tretze anys després. El final de temporada, "Old Friends, New Planets", conté un flashback poc abans dels esdeveniments de "El primer deure" on l'Esquadró Nova discuteix els seus plans per al Kolvoord Starburst, mostrant que tant Crusher com el cadet Albert tenien els seus dubtes però van ser pressionats per Locarno. Al final d'aquell episodi, la detonació d'un dispositiu Ferengi Genesis que implicava Locarno va emetre el Kolvoord Starburst en el procés de creació d'un nou planeta.
Una nova versió de l'Esquadró Nova i Wesley Crusher van tornar per a la segona temporada de Star Trek: Prodigy, i el paper anterior de Wesley a l'esquadró es va esmentar breument com un dels seus èxits. A l'episodi "Ascension, Part II", l'Esquadró Nova va destruir una nau enemiga utilitzant un moviment que ningú havia fet mai abans anomenat Boothby Supernova, que rep el nom del personatge de Ray Walston, Boothby.

## Llançaments
L'episodi es va estrenar posteriorment als Estats Units el 5 de novembre de 2002, com a part del conjunt de la caixa DVD de la cinquena temporada. El primer llançament en Blu-ray va ser als Estats Units el 18 de novembre de 2013, seguit del Regne Unit el 19 de novembre de 2013.